# Skrajna Kapałkowa Przełączka
Skrajna Kapałkowa Przełączka (słow. Predné ľadové sedielko) – stosunkowo głęboka przełęcz w Kapałkowej Grani w słowackiej części Tatr Wysokich. Jest ostatnim od góry wcięciem w północno-zachodniej grani Małej Kapałkowej Turni i oddziela od siebie dwie Kapałkowe Czuby: Pośrednią Kapałkową Czubę na wschodzie i Skrajną Kapałkową Czubę na zachodzie. Tuż nad przełączką położone jest Kowadło, czyli turnia z uskokiem tworząca wierzchołek Skrajnej Kapałkowej Czuby.
Przełęcz jest wyłączona z ruchu turystycznego. Najdogodniejsze drogi dla taterników prowadzą na nią od zachodu z Doliny Jaworowej i od południa z dolnej części Doliny Suchej Jaworowej. Ta druga droga prowadzi na przełęcz jedną z odnóg wybitnego Zadniego Kapałkowego Żlebu, kierującego się na zachód do głównej gałęzi Doliny Jaworowej. Z kolei na północ spod Skrajnej Kapałkowej Przełączki zbiega bardzo urwisty żleb, kierujący się ku Czarnemu Stawowi Jaworowemu w Dolinie Czarnej Jaworowej.
Pierwsze wejścia turystyczne:
- letnie – Zofia Krókowska i Jan Alfred Szczepański, 10 czerwca 1928 r.,
- zimowe – Zofia Wysocka, Stefan Bernadzikiewicz i Wawrzyniec Żuławski, 25 kwietnia 1935 r.

Już dawniej na przełęcz wchodzili myśliwi z Jurgowa.